# آب‌های سرزمینی

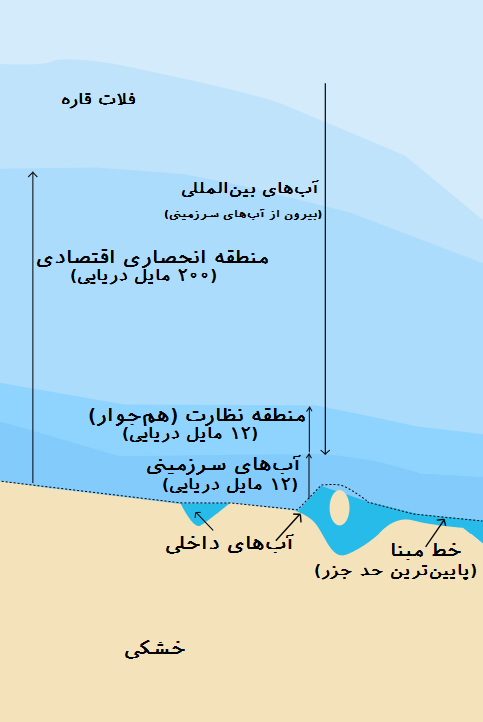
نقشه مناطق دریایی
از خط مبدأ به سمت ساحل: آب‌های داخلی
تا ۱۲ مایل دریایی دورتر از ساحل: آب‌های سرزمینی
۱۲ مایل دریایی دیگر پس از آن: منطقه همجوار
تا ۲۰۰ مایل دریایی دور از ساحل: منطقه انحصاری اقتصادی
فراتر از آب‌های سرزمینی: آب‌های آزاد

آب‌های سرزمینی یا دریای سرزمینی به حاشیه‌ای از دریا که مجاور ساحل است گفته می‌شود.
این قسمت از دریا به همراه فضای بالا، بستر دریا و زیر بستر آن تحت حاکمیت کشور ساحلی قرار دارد. به آب‌های آن سوی آب‌های سرزمینی معمولاً آب‌های بین‌المللی گفته می‌شود.
محدوده دریای سرزمینی بر اساس کنوانسیون ۱۹۸۲ حقوق دریاها حداکثر دوازده مایل دریایی (هر مایل دریایی حدود ۱۸۵۲ متر است) از خط مبدأ دریا است. خط مبدأ پائین‌ترین حد جزر دریا است. قاعده تعیین حداکثر دوازده مایل به عنوان دریای سرزمینی در حال حاضر به عنوان قاعدهٔ حقوق بین‌الملل عرفی پذیرفته شده‌است.
برخی منابع اصطلاح آب‌های سرزمینی را به آب‌های داخلی مانند دریاچه‌های و رودخانه‌های داخلی نیز گسترش داده‌اند. در مفهومی موسع‌تر و غیررسمی اصطلاح آب‌های سرزمینی به تمام آب‌هایی اشاره دارد که دولت ساحلی حقوقی بر آن‌ها دارد؛ مانند منطقه انحصاری اقتصادی، منطقه مجاور و فلات قاره.

## محدوده دریای سرزمینی
به عنوان قاعده کلی، خط مبدأیی که برای تعیین دریای سرزمینی به کار گرفته می‌شود، پائین‌ترین حد جزر دریا در در امتداد ساحل است. اما شرایط ویژه جغرافیایی برخی سواحل مشکلاتی را در اجرای این قاعده پدیدآورده‌است.
در هنگامی که خطوط ساحلی به شدت دندانه‌دار باشند (مانند خورهایی که از پیشروی دریا به خشکی پدید می‌آید)، می‌توان از خطوط مستقیمی که پیشرفته‌ترین برآمدگی‌ها را به هم متصل می‌کند استفاده کرد. البته «خطوط نباید از جهت کلی ساحل انحراف محسوسی داشته باشند و آب‌های محصور در پشت آن‌ها باید به اندازه کافی با خشکی پیوند و اتصال داشته باشند تا تابع رژیم آب‌های داخلی گردند.». مشهورترین مورد به‌کارگیری این قاعده در قضیه اعتراض بریتانیا به نروژ به دیوان بین‌المللی دادگستری در سال ۱۹۵۱ بود که انگلیس به روش تعیین خط مستقیم نروژی‌ها اعتراض داشت، اما دیوان مشروعیت این روش را با توجه به واقعیت‌های جغرافیایی و شرایط خاص ساحل غربی اسکاندیناوی تأیید کرد.
حاکمیت دولت ساحلی بر دریای سرزمینی شامل حقوق و تکالیفی همچون برقراری امنیت، تعقیب مجرمین و حق انحصاری استفاده از منابع دریا می‌شود.
از سده ۱۸ تا نیمه‌های سده ۲۰ قاعده گلوله توپ برای تعیین دریای سرزمینی مورد استفاده قرار می‌گرفت. این قاعده عرفی که بینکر شوک هلندی در سال ۱۷۰۲ دربارهٔ عرض دریای سرزمینی پیشنهاد کرده بود براساس ضرب‌المثل (نقطه پایان تسلط خاک نقطه پایان نیروی اسلحه است می‌باشد) قاعده تیررس گلوله توپ بر اساس این اصل از آن‌جا که حداکثر برد گلوله‌های توپ در آن زمان حدود ۳ مایل دریایی بود هر کشور برای دفاع از خود می‌توانست تا فاصله سه مایلی ساحل را در محدوده دریای سرزمینی خود اعلام کند.
عبور کشتی‌های کلیه کشورها اعم از کشورهای کناره دریاها یا کشورهای بدون ساحل بی آنکه تفاوتی میان آنها از حیث نوع کشتی وجود داشته باشد. از حق عبور بی‌ضرر در دریای سرزمینی برخوردارند.

## آب‌های منطقه نظارت
منطقه پیوسته نواری از آب است که از لبه بیرونی دریا سرزمینی تا ۲۴ مایل دریایی (۴۴٫۴ کیلومتر؛ ۲۷٫۶ مایل) از خط پایه فراتر می‌رود، که در طی آن ایالت می‌تواند کنترل محدودی را به منظور جلوگیری یا مجازات انجام دهد. «نقض قوانین و مقررات آداب و رسوم، مالی، مهاجرت یا بهداشتی آن در قلمرو یا دریای سرزمینی آن». این به‌طور معمول ۱۲ مایل دریایی (۲۲ کیلومتر؛ ۱۴ مایل) پهنا خواهد داشت، اما می‌تواند بیشتر باشد (اگر یک کشور تصمیم به ادعای یک دریای سرزمینی با مسافت کمتر از ۱۲ مایل دریایی داشته باشد) یا کمتر باشد، اگر در غیر اینصورت برهم پیوسته‌ای از ایالت دیگری باشد. منطقه با این حال، بر خلاف دریای سرزمینی، هیچ قانون استاندارد برای حل چنین درگیری‌ها وجود ندارد و کشورهای مورد نظر باید برای مصالحه خودشان مذاکره کنند.